# Insecte entomophage
Les insectes entomophages sont des insectes prédateurs, parasites ou parasitoïdes insectivores qui se développent aux dépens d'autres insectes.
On compte plusieurs milliers d'espèces d'insectes entomophages appartenant à 24 familles réparties dans 15 ordres différents. Tous les stades de développement d'un insecte, œuf, larve, nymphe, adulte sont attaqués par un ou plusieurs entomophages. Ces derniers peuvent à leur tour être victime d'autres consommateurs (hyperparasites).

## Quelques définitions
Les prédateurs se développent en attaquant d'autres arthropodes pour les tuer et se nourrir de leurs cadavres.
Les parasitoïdes sont des parasites dont la vie larvaire se déroule aux dépens d'un (ou de plusieurs) hôte(s), celui-ci(ceux-ci) succombant à plus ou moins long terme. Les parasitoïdes sont donc en fait des prédateurs d'un type particulier.
On distingue :
- les parasitoïdes oophages qui pondent leurs œufs dans les œufs des arthropodes, ce qui entraîne la mort de ces derniers (l'œuf hôte devient une « réserve de nourriture » pour le développement du parasitoïde) (familles des Trichogrammatidae, Mymaridae, Scelionidae)
- les parasitoïdes ovolarvaires qui pondent leurs œufs dans l'œuf de leur hôte, mais sans entrainer sa mort, l'œuf hôte poursuit son développement jusqu'à un de ses stades larvaires, qui est alors tué par le parasitoïde qu'il héberge pour son propre développement
- les parasitoïdes larvaires qui pondent leurs œufs sur ou dans leur hôte à un des stades larvaires de son développement.

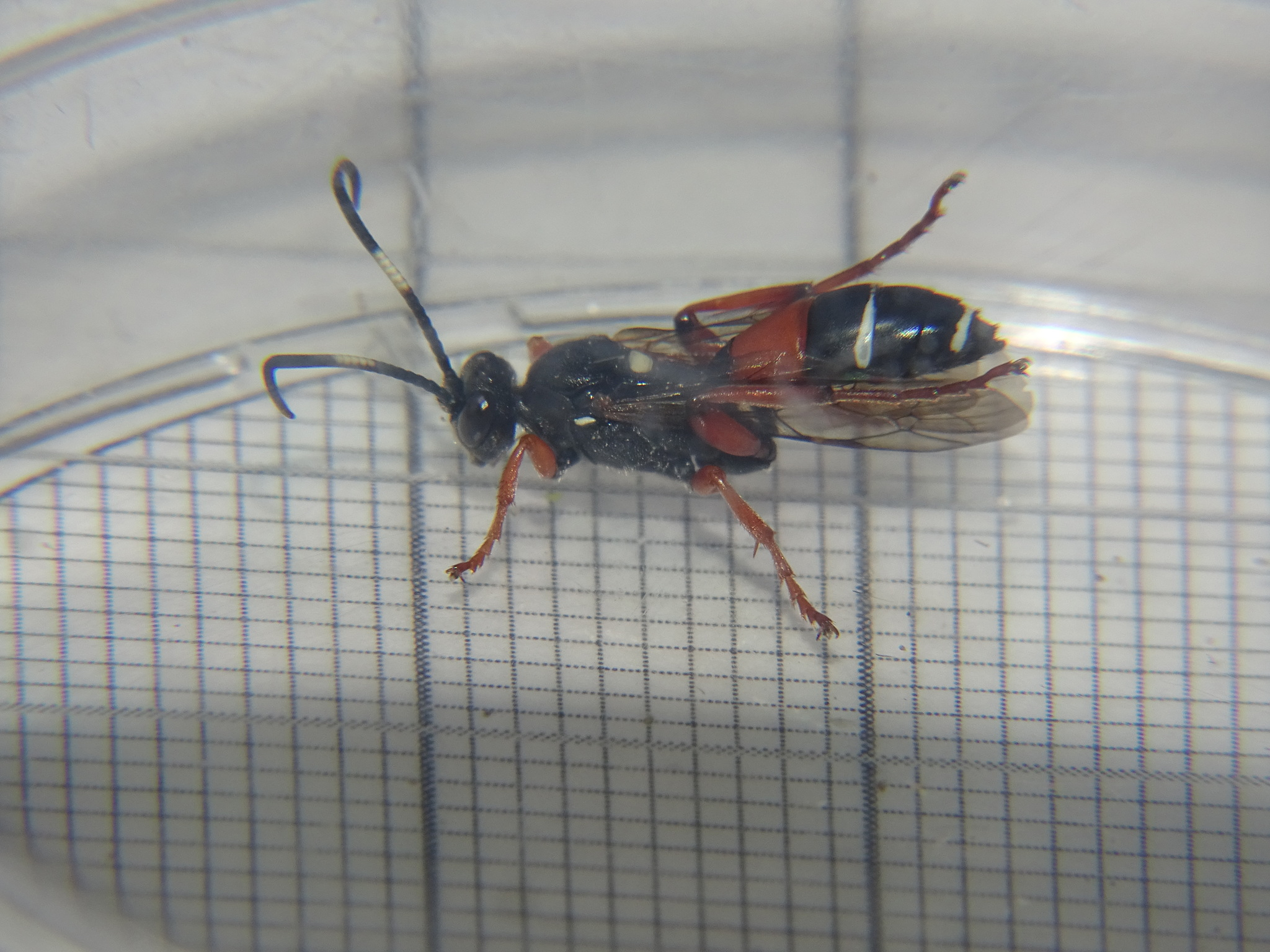
Ichneumon promissorius pond ses œufs dans les pupes de lépidoptères du genre Helicoverpa.

Les endoparasitoïdes consomment leur hôte de l'intérieur et les ectoparasitoïdes depuis l'extérieur. Dans ce dernier cas, ils peuvent être abrités à l'intérieur d'un fruit, d'une tige…
Certaines espèces sont parasitoïdes solitaires, c'est-à-dire qu'il ne se développe qu'un seul insecte par hôte, à la différence des parasitoïdes grégaires qui se développent à plusieurs (jusqu'à quelques centaines) par hôte.
Les espèces hyperparasites se développent aux dépens d'une espèce elle-même parasite. Elles appartiennent pour l'essentiel aux Chalcidoidea, Cynipoidea, Ichneumonidae, Ceraphronidae et Trigonaloidea et, dans une moindre mesure, chez quelques Serphoidea et Braconidae.
Lorsque plusieurs œufs sont déposés sur un hôte par la même espèce de parasitoïde, il y a « superparasitisme ».
Par contre, lorsqu'un hôte est attaqué successivement par plusieurs espèces parasitoïdes solitaires : il y a « multiparasitisme ». Les larves parasites se retrouvent en compétition, ce qui aboutit à l'élimination de celles en surnombre.
Les parasites idiobiontes tuent leur hôte avant de déposer leurs œufs sur son cadavre. Ce sont généralement des ectophages relativement polyphages. Les oophages et les endoparasitoides pupaux relèvent de ce type.
Les parasites koinobiontes maintiennent leur hôte en vie tout au long de leur propre développement jusqu'à leur propre nymphose. Ils sont généralement endoparasites et souvent monophages (parasites spécialisés). Les hyperparasites relèvent souvent de ce groupe biologique.

## Caractéristiques biotaxonomiques des entomophages
D'après leur mode d'alimentation, les insectes entomophages sont subdivisés en deux catégories, les prédateurs et les parasitoïdes.

### Parasitoïdes
Les parasitoïdes effectuent la totalité de leur développement aux dépens d'un seul individu hôte conduisant à la production d'adultes de taille inférieure à celle de l'insecte consommé (quelques millimètres ou fraction de millimètre)
Généralement ailé, l'adulte est souvent le seul stade de dissémination de l'espèce. La femelle dépose ses œufs soit à proximité immédiate, soit à la surface, soit dans le corps de la victime qu'elle peut déceler ou atteindre tant à l'intérieur du sol que des tissus végétaux (fruit, tige, branche, tronc).
L'alimentation de l'adulte est le plus souvent constituée de substances sucrées (miellat, nectar, sève, exsudats divers) mais il est parfois nécessaire que la femelle se nourrisse aux dépens de l'hémolymphe de l'hôte afin de mûrir ses œufs.

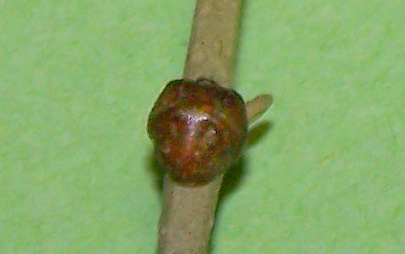
La cochenille noire de l'olivier (Saissetia oleae) est l'hôte spécifique de l'hyménoptère Metaphycus lounsburyi.

La larve vit à la surface (ectoparasitoïde) ou dans le milieu intérieur de l'insecte hôte (endoparasitoïde). L'entomophage épargne tout d'abord les organes essentiels de sa victime (se nourrit d'hémolymphe ou d'éléments figurés du sang) ce qui permet à cette dernière (cas d'endoparasitisme surtout) de continuer à se déplacer, se nourrir ou croître plus ou moins normalement. La mort ne survient qu'au terme du développement larvaire du parasitoïde, période durant laquelle ce dernier attaque à l'aide de ses mandibules et de ses sucs enzymatiques les organes internes qu'il consomme intégralement, à l'exception des structures sclérifiées.
Le parasitoïde se nymphose alors, soit à l'intérieur de la dépouille de l'hôte totalement vidée (momie), soit à son contact, soit à la surface du végétal ou dans le sol.
Dans la plupart des cas, une seule larve entomophage se développe aux dépens d'un hôte déterminé (parasite solitaire). La femelle parasitoïde est alors capable de déceler les hôtes déjà parasités et évite d'y déposer ses œufs.
Toutefois, en cas de compétition pour la conquête des hôtes, plusieurs femelles d'une même espèce peuvent pondre dans une même victime (superparasitisme), voire plusieurs femelles d'espèces différentes (multiparasitisme). En général, une seule larve survit et élimine les autres soit par cannibalisme, soit par action cytotoxique. Le succès dépend de l'équipement mandibulaire et de l'agilité des larves dans le premier cas ; dans le second cas, c'est souvent la première larve éclose qui inhibe le développement embryonnaire et le succès à l'éclosion des autres individus. Il y a beaucoup de variantes en fonction du sexe, des espèces en compétition, du décalage entre l'arrivée du premier et du deuxième occupant. Il n'est cependant pas rare que la victime soit simultanément exploitée par plusieurs larves, voire plusieurs dizaines d'individus d'une même espèce issus de pontes différentes ou d'un même œuf dont l'embryon s'est secondairement divisé (polyembryonnie).
La plupart des auxiliaires ont une spécificité parasitaire limitée à une ou quelques espèces hôtes proche au niveau de leur classification ou de leur habitat. De plus, ils s'attaquent à un stade de développement bien précis de leur victime, on distingue de ce fait des parasites embryonnaires, larvaires, nymphaux ou imaginaux.
Les parasitoïdes sont principalement des Hyménoptères (Ichneumonoidea, Chalcidoidea, Serphoïdea) ou des Diptères (Bombylidae et surtout Tachinidae).
Les avantages de l'utilisation des parasitoïdes en lutte biologique sont, en particulier par rapport aux microorganismes :
- grande autonomie et importante mobilité se traduisant par de bonnes capacités de dispersion, de découverte du ravageur et de survie dans le milieu ;
- bonne capacité d'auto-propagation, avec un effet durable, voire permanent et modérément amplifié du moment que l'hôte est disponible ;
- sécurité exceptionnelle pour la santé humaine et le respect de l'environnement ;
- spécificité élevée permettant le ciblage précis d'un ravageur donné ou d'un groupe apparenté.

Cependant ils présentent aussi des désavantages :
- coût élevé de leur production en masse qui nécessite un mode d'alimentation particulier ;
- difficulté de leur transport sur les lieux d'intervention ainsi que de leur stockage ;
- longueur relative de leur délai d'action ;
- incertitude quant au niveau de contrôle atteint, lié à leur environnement ;
- spécificité élevée qui limite la gamme de ravageurs visés et possibilité d'auto-propagation quand leur hôte est faiblement présent.

### Prédateurs
À l'inverse des parasitoïdes, les prédateurs ont besoin de plusieurs proies pour effectuer la totalité de leur développement. Les larves et adultes sont mobiles mais ils sont de formes et d'aspects parfois fort différents. Certains chassent à l'affût, établissant des édifices plus ou moins complexes (toiles, entonnoirs), d'autres poursuivent leur victime sur ou dans le sol, sur les plantes ou en vol. Ces proies qui sont généralement de taille inférieure à celle du prédateur, sont, dans la majorité des cas, immédiatement détruites et consommées.
Ces caractéristiques générales se retrouvent notamment chez les espèces appartenant à l'ordre des Coléoptères (Carabes, Coccinelles), à celui des Hétéroptères (Reduviidae, Anthocoridae, Miridae, Pentatomidae) ou à celui des Neuroptères (Hémérobes, Chrysopes, Fourmilions) et à celui des Acariens (Phytoseides).
Selon les familles, on note toutefois une tendance à exploiter des substances d'origine végétale soit à l'état larvaire (Diptères Asilidae, Empididae), soit plus généralement à l'état imaginal.
Ainsi, chez les Diptères, Syrphides, Cécidomyies entomophages, les Cantharides et les Téléphores, les adultes sont essentiellement floricoles. À ce stade, certaines espèces renforcent leur caractère utile grâce à de bonnes aptitudes pollinisatrices (Syrphes). D'autres sont par contre considérées comme plus ou moins nuisibles par leurs déprédations aux dépens des organes floraux (Cantharides et Téléphores sur les arbres fruitiers en Europe et surtout sur le mil. en Afrique de l'Ouest).

### Biotaxonomie des Hyménoptères entomophages
- Gasteruptioidea
  - Gasteruptiidae	parasitoïde de Sphecidae, Apidae
  - Aulacidae		parasitoïde de larves xylophages (Sericinae, Coléoptères)
- Ceraphronoidea
  - Megalyridae		parasitoïde de Coléoptères
  - Ceraphronidae	Ectoparasitoïde de pucerons, cochenilles, cécydomies, hyménoptères.
- Diaprioidea
  - Diapriidae		parasitoïde de pupes de Diptères
- Chalcidoidea[1]
  - Leucospidae		parasitoïde d'Apoïdes solitaires
  - Chalcididae		parasitoïde de Lépidoptères, etc.
  - Torymidae		Phytophage en majorité, parasitoïde d'oothèque de mantes
  - Ormyridae		parasitoïde de Cynipidae
  - Perilampidae		Parasite de Névroptères, Coléoptères, Hyménoptères
  - Eucharitidae		Parasite de fourmis
  - Eurytomidae		Phytophage en majorité
  - Pteromalidae		parasitoïde de Coléoptères, Diptères, Hyménoptères
  - Eupelmidae		parasitoïde de Lépidoptères, Cynipides, Coléoptères, Hémiptères, Diptères
  - Encyrtidae		parasitoïde de Cochenilles en majorité, Lépidoptères, Hyménoptères, Diptères, Ixodiphagus hookeri (endoparasitoïde des tiques)
  - Aphelinidae		parasitoïde de pucerons, cochenilles, hyperparasite de cochenilles
  - Signiphoridae	parasitoïde d'Homoptères et pupe de Diptères, hyperparasite d'Encyrtidae
  - Eulophidae		parasitoïde de Lépidoptères, Diptères, Pucerons, Cochenilles
  - Elasmidae		Hyperparasitoïde de Lépidotères, Parasite de Lépidoptères,
  - Trichogrammatidae	parasitoïde oophage de Lépidotères, Cochenilles
  - Mymaridae		parasitoïde oophage de Coléoptères, Hyménoptères, Hémiptères, Lépidoptères, Névroptères
- Cynipoidea
  - Ibaliidae		parasitoïde de Siricidae
  - Figitidae		parasitoïde de Chrysopes, Syrphes ou de larves de Diptères
  - Eucoilidae		parasitoïde de larves et nymphes de Diptères
  - Cynipidae		Phytophage (galle)
  - Charipidae		parasitoïde de Psylles; hyperparasite de pucerons
  - Anacharitidae	parasite de Névroptères planipennes
- Serphoidea
  - Serphidae		parasite de Coléoptères, Diptères, Myriapodes
  - Heloridae		Parasite de larve de Chrysopes
- Evanioidea
  - Evaniidae		parasite de blattes
- Scelionoidea
  - Scelionidae		parasite oophage de Lépidotères, d'Orthoptères, d'Araignées
  - Platygastridae	parasite de Cecidomyiidae
- Ichneumonoidea
  - Ichneumonidae	parasite de Lépidoptères, Coléoptères, etc.
  - Braconidae		parasite de Lépidoptères, Coléoptères, etc.
  - Aphidiidae		parasite de Pucerons
- Trigonaloidea
- Trigonalidae		Hyperparasite de Lépidoptères, Symphytes ou Vespides.

- Aculeata
- Bethyloidea
  - Bethylidae		Prédateur larves de Lépidoptères et de Coléoptères
  - Dryinidae		Parasite de cicadelles
  - Chrysididae		parasite d'Apoides, Sphécides et Vespides solitaires
- Mutilloidea
  - Tiphiidae		Prédateur de Coléoptères lamellicornes
  - Mutillidae		parasitoïde de larves de guêpe et abeille (guêpe coucou)
  - Sapygidae		parasitoïde de larves d'Apoides (guêpe coucou)
- Scolioidea
  - Scoliidae		Prédateur de larves de Coléoptères lamellicornes
- Formicoidea
  - Formicidae		Prédateur polyphage, phytophage
- Pompiloidea
  - Pompilidae		Prédateur d'Araignées
- Vespoidea
  - Eumenidae		Prédateur de Lépidoptères, Coléoptères, Tenthrèdes
  - Vespidae		Prédateur polyphage ou melliphage
- Sphecoidea
  - Sphecidae		Prédateur de Lépidoptères, Orthoptères, Araignées

## Lutte biologique
L'expression « lutte biologique » s'applique à une technique de lutte contre les parasites, essentiellement de végétaux, en élevant des parasitoïdes en laboratoire et en les relâchant dans les cultures à protéger.
La technique utilise l'élevage et le lâcher de :
- parasitoïdes indigènes,
- parasitoïdes importés et introduits.

Cette technique est maintenant très utilisée dans l'agriculture biologique.